# شركة القصور الحكومية والقلاع والحدائق في ساكسونيا

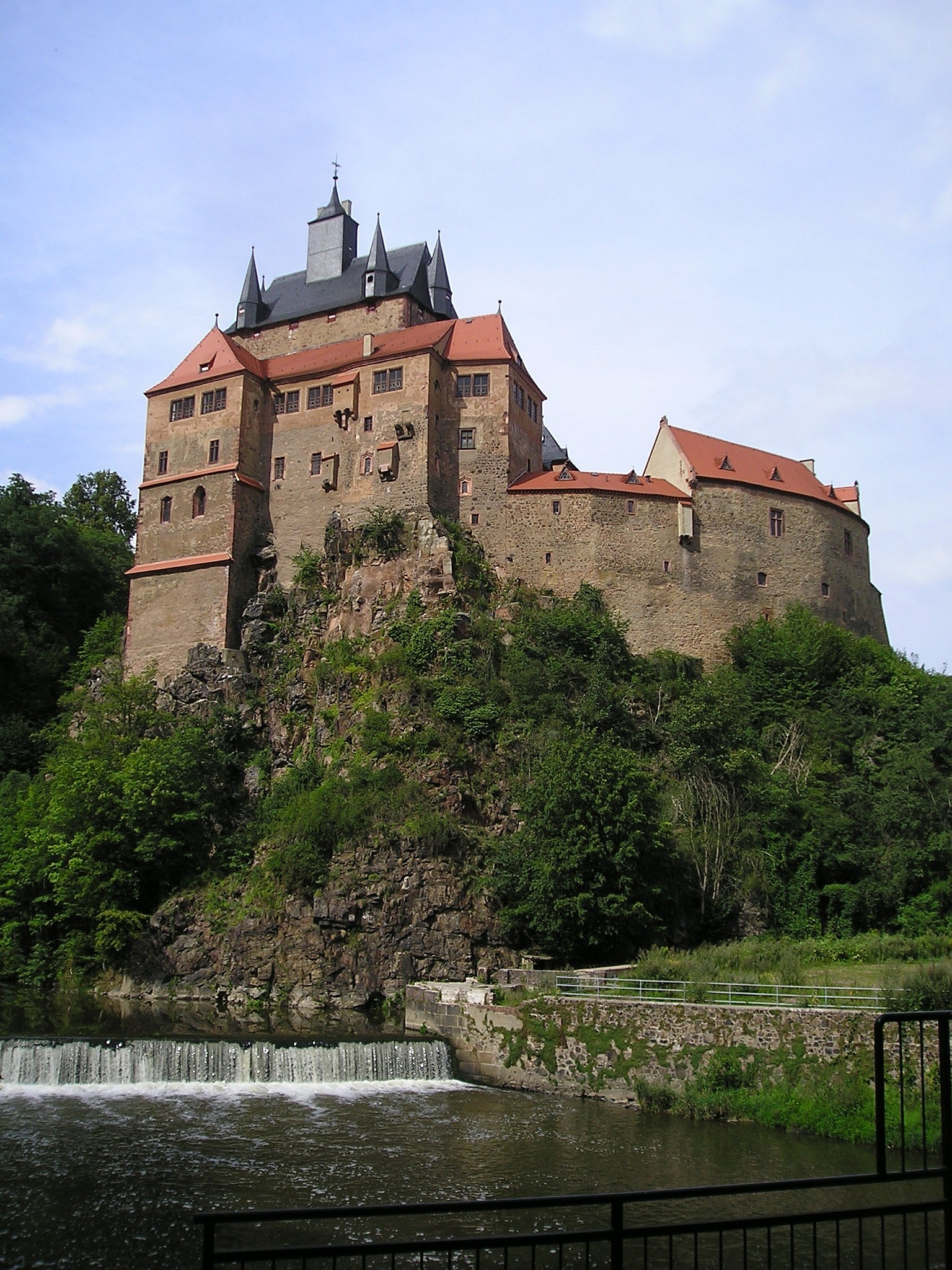
قلعة كريبشتاين ، واحدة من القلاع التي تديرها شركة قصور الدولة والقلاع والحدائق في ساكسونيا

شركة قصور الدولة والقلاع والحدائق في ولاية ساكسونيا (بالألمانية: Staatliche Schlösser, Burgen und Gärten Sachsen) هي شركة مملوكة للدولة ومقرها الرئيسي في دريسدن . وهي تابعة لوزارة مالية ولاية ساكسون وتهدف إلى الحفاظ على التراث الثقافي السكسوني مع احترام الاحتياجات الثقافية والحفاظ عليها .  وتدير الشركة المملوكة للحكومة الألمانية العديد من القصور والقلاع والحدائق في ولاية ساكسونيا . وتشمل هذه قصر تسفينغر في دريسدن ، وألبريشتسبورج في مايسن وقلعة كريبشتاين .